# Estación San Pascual
San Pascual es una de las estaciones del Sistema Integrado de Transporte MIO, en la ciudad de Cali, inaugurado en el año 2008.

## Ubicación
Se ubica en la carrera 15 entre calles 13 y 15, y queda al lado del barrio San Pascual.

## Características
La estación tiene dos vías de acceso peatonales. Cuenta con tres vagones, cada uno de ellos con puertas de acceso en ambos sentidos de la vía, sumando un total de seis puertas.

## Servicios de la estación

### Rutas expresas
| Ruta | Estación Origen             | Estación Destino            | Sentido (N/S) |
| ---- | --------------------------- | --------------------------- | ------------- |
| E21  | Terminal Menga Av 3N Cl 70N | Universidades Cra 100 Cl 16 | Sur - norte   |

### Rutas troncales
| Ruta | Estación Origen                        | Estación Destino             | Sentido (N/S) |
| ---- | -------------------------------------- | ---------------------------- | ------------- |
| T31  | Terminal Paso del Comercio Cra 1 Cl 71 | Universidades Cra 100 Cl 16  | Sur - norte   |
| T40  | Terminal Andrés Sanín Cl 75 Cra 19     | Centro                       | Norte - sur   |
| T47B | Terminal Andrés Sanín Cl 75 Cra 19     | Unidad Deportiva Cl 5 Cra 52 | Ambos         |
| T50  | Terminal Aguablanca Cra 28D Cl 96      | Centro                       | Norte - sur   |
| T52  | Terminal Aguablanca Cra 28D Cl 96      | Terminal de Transportes      | Norte - sur   |
| T57A | Terminal Aguablanca Cra 28D Cl 96      | Capri Cl 5 Cra 78            | Ambos         |

### Rutas pretroncales
| Ruta | Origen                              | Trayecto                                                 | Destino                     |
| ---- | ----------------------------------- | -------------------------------------------------------- | --------------------------- |
| P21E | Universidades Cra 100 Cl 16         | Av. Pasoancho - Centro - Av. Américas - Av 6N            | Terminal Menga Av 3N Cl 70N |
| P27D | Capri Cl 5 Cra 78                   | Cl 9 - Centro - Av 6N                                    | Terminal Menga Av 3N Cl 70N |
| P52D | Terminal de Transportes             | Av 3N - Centro - Cl 27 - Cra 46                          | Ciudad Córdoba              |
| P60B | Terminal Simón Bolivar              | Cra 66 - Cl 14 - Cl 13 - Centro                          | Centro                      |
| P62D | Terminal Simón Bolívar Cl 25 Cra 66 | Cra 66 - Cl 16 - Cra 39 - Cl 14 - Cl 13 - Centro - Av 4N | Las Américas Av 3N Cl 23AN  |

### Rutas circulares
| Ruta | Origen                                 | Trayecto                                                                          | Destino                                |
| ---- | -------------------------------------- | --------------------------------------------------------------------------------- | -------------------------------------- |
| C302 | Terminal Menga Av 3N Cl 70N            | Cl 70 - Cr 1 - Av. Américas - Centro - Av 6N                                      | Terminal Menga Av 3N Cl 70N            |
| C320 | Terminal Paso del Comercio Cra 1 Cl 71 | Cl 70 - Av 6N - Centro - Av. Américas - Cr 1                                      | Terminal Paso del Comercio Cra 1 Cl 71 |
| C417 | Terminal Andrés Sanín Cl 73 Cra 19     | Tv 103 - Cr 27 - Av. Ciudad de Cali - Cr 99 - Troncal Cl 5 - Troncal Cr 15        | Terminal Andrés Sanín Cl 73 Cra 19     |
| C471 | Terminal Andrés Sanín Cl 73 Cra 19     | Troncal Cr 15 - Troncal Cl 5 - Cra 99 - Av. Ciudad de Cali - Cr 27 - Tv 103       | Terminal Andrés Sanín Cl 73 Cra 19     |
| C520 | Terminal Aguablanca Cra 28D Cl 96      | Cr 27 - Cl 121 - Av. Ciudad de Cali - Cl 70 - Av 3N - Centro - Troncal Aguablanca | Terminal Aguablanca Cra 28D Cl 96      |

### Rutas alimentadoras
| Ruta | Origen                | Trayecto             | Destino |
| ---- | --------------------- | -------------------- | ------- |
| A01A | San Bosco Cra 15 Cl 9 | Cl 15 - Av 2N - Cl 8 | C.A.M.  |